# Kappa1 Sagittarii
Kappa1 Sagittarii (κ1  Sagittarii, förkortat Kappa1 Sgr, κ1  Sgr) som är stjärnans Bayerbeteckning, är en stjärna belägen i den sydöstra delen av stjärnbilden Skytten. Den har en skenbar magnitud på 5,58 och är svagt synlig för blotta ögat där ljusföroreningar ej förekommer. Baserat på parallaxmätning inom Hipparcosuppdraget på ca 15,1 mas, beräknas den befinna sig på ett avstånd av ca 216 ljusår (ca 66 parsek) från solen.

## Egenskaper
Kappa1 Sagittarii är en blå till vit stjärna i huvudserien av spektralklass A0 V med ett överskott på infraröd strålning, vilket tyder på att den är omgiven av en stoftskiva. Den har en massa som är ca 2,2 gånger större än solens massa, en radie som 1,7 gånger så stor som solens och utsänder från dess fotosfär ca 27,5 gånger mera energi än solen vid en effektiv temperatur på ca 9 960 K.
Det finns två visuella följeslagare: Kappa1 Sagittarii B av magnitud 12,6 separerad med 39,3 bågsekunder vid en positionsvinkel på 312°, år 2000, och Kappa1 Sagittarii C av magnitud 11,6 med en separation på 56,8 bågsekunder vid en positionsvinkel på 283°, år 1999. Ingen av dessa stjärnor är fysiskt förbundna med Kappa1 Sagittarii.